# Sojus TM-13
Sojus TM-13 ist die Missionsbezeichnung für den Flug eines sowjetischen beziehungsweise russischen Sojus-Raumschiffs zur Raumstation Mir vom 2. Oktober 1991 bis zum 26. März 1992. Während des Aufenthalts an der Mir wurde die Sowjetunion aufgelöst.
Sojus TM-13 war der 13. Besuch eines Sojus-Raumschiffs bei der Raumstation Mir und der 89. Flug im sowjetischen Sojusprogramm. Besatzungsmitglied Franz Viehböck war dabei der erste und bisher einzige Österreicher im Weltall.

## Besatzung

### Startbesatzung
- Alexander Alexandrowitsch Wolkow (3. Raumflug), Kommandant
- Toktar Ongarbajewitsch Aubakirow (1. Raumflug), Wissenschaftskosmonaut ( Kasachstan)
- Franz Viehböck (1. Raumflug), Wissenschaftskosmonaut ( Österreich)

### Ersatzmannschaft
- Alexander Stepanowitsch Wiktorenko, Kommandant
- Talgat Amangeldijewitsch Mussabajew, Bordingenieur ( Kasachstan)
- Clemens Lothaller, Wissenschaftskosmonaut ( Österreich)

### Rückkehrmannschaft
- Alexander Alexandrowitsch Wolkow (3. Raumflug), Kommandant
- Sergei Konstantinowitsch Krikaljow (2. Raumflug), Bordingenieur
- Klaus-Dietrich Flade (1. Raumflug), Wissenschaftskosmonaut ( Deutschland)

## Missionsverlauf
Franz Viehböck absolvierte an Bord zunächst das umfangreiche österreichische Forschungsprogramm, für das bereits vorher zahlreiche Ausrüstungsgegenstände zur Raumstation Mir gebracht worden waren. Es umfasste medizinische Untersuchungen zur Blutdruck- und Blutkreislaufregulation sowie zur Verteilung der Blutströme in der Schwerelosigkeit (Experiment „Pulstrans“), zur Ermittlung des Einflusses der Schwerelosigkeit auf Mikrovibrationen am Arm mittels einer speziell entwickelten nichtinvasiven Sensorjacke und zu Erkenntnissen über die Funktionsweise der Arm- und Beinmuskulatur (Experiment „Mikrovib“). Dabei sollten die gewonnenen Erkenntnisse das Wissen über grundsätzliche Funktionsweisen des menschlichen Körpers verbessern und waren nicht auf kosmische Anwendungen ausgerichtet. Dazu trugen auch die Experimente "Audimir" zur Erforschung des Orientierungsvermögens über Klänge und Untersuchungen zur Blutzusammensetzung und Lungenfunktion bei.
Besondere Beachtung fand das physikalische Experiment „Logion“, bei dem die Funktionsfähigkeit von Flüssigmetall-Feldionenmittern unter Weltraumbedingungen studiert wurde. Solche Feldionenmitter sollen Spannungsüberschläge verhindern, die bisher häufig zu Ausfällen in der Energieversorgung von Raumfahrzeugen geführt hatten. An den dafür entwickelten technischen Geräten (Massenspektrometer, Bordcomputer, Ionenmikroskop) sind sowohl die ESA als auch die NASA interessiert. Weitere Experimente im Rahmen des Programmes Austromir betrafen die Fernerkundung mit einer Spezialkamera und einem Mehrkanal-Spektrometer (Experiment „Fem“), die Datenerfassung, -speicherung und -übertragung über die Kommunikationseinheit „Datamir“ sowie Videokonferenzen und Amateurfunkkontakte mit Schulen in Österreich und der Sowjetunion. Einige der Experimente wurden durch die Stammbesatzung (Wolkow, Krikaljow) fortgeführt.
Außerdem widmeten sich die beiden Langzeitkosmonauten materialwissenschaftlichen, biologischen und astronomischen Untersuchungen (Untersuchungen von Röntgenstrahlungsquellen, z. B. Cygnus X-1 und SN Cassiopeia A). So wurden mit der Schmelzanlage SPLAW hochreine Monokristalle hergestellt und mit Hilfe der Anlage TAWRIJA hochreine, biologisch aktive Substanzen gewonnen, die bei der Produktion von Medikamenten sowie in der Lebensmittelindustrie und der genetischen Forschung zum Einsatz kommen sollen. Erfolgreich testeten die Kosmonauten auch eine halbindustrielle Anlage zur Züchtung neuer Futterantibiotika (Experiment „Robot“). Bei einem siebenstündigen Außenbordeinsatz am 20. Februar 1992 montierte Krikaljow verschiedene Geräte und Hilfsstrukturen am 14 Meter langen SOFORA-Mast. Außerdem demontierte er einige Objektive, mehrere Segmente von einer Solarzellenfläche sowie vier Platten, mit denen neue temperaturbeständige Beschichtungen getestet worden waren. Aufgrund von Überhitzungsproblemen an Wolkows Raumanzug musste dieser vorzeitig in die Station zurückkehren.
Nachschub an Versorgungs- und Forschungsmaterial erhielt die zehnte Stammbesatzung der Raumstation Mir über die Transportraumschiffe Progress M-10 und M-11. Progress M-10 verfügte über einen VBK-Raduga-Landeapparat, mit dem 350 kg Forschungsmaterial zur Erde transportiert wurden. Die Landung des Raumschiffs Sojus TM-13 erfolgte am 25. März 1992 mit der Besatzung Wolkow/Krikaljow/Flade (fünfter Deutscher im All).